# Carcharias
Genre
Carcharias est un genre de requins.
Étymologie : du grec karcharos = « aiguisé ».

## Liste des espèces
Selon FishBase :
- Carcharias taurus Rafinesque, 1810 - Requin-taureau (non reconnu pas ITIS qui en fait un synonyme de Carcharias tricuspidatus)
- Carcharias tricuspidatus Day, 1878 - Requin-taureau indien

Selon ITIS :
- Carcharias taurus Rafinesque, 1810 - Requin-taureau